# Кюфта-бозбаш

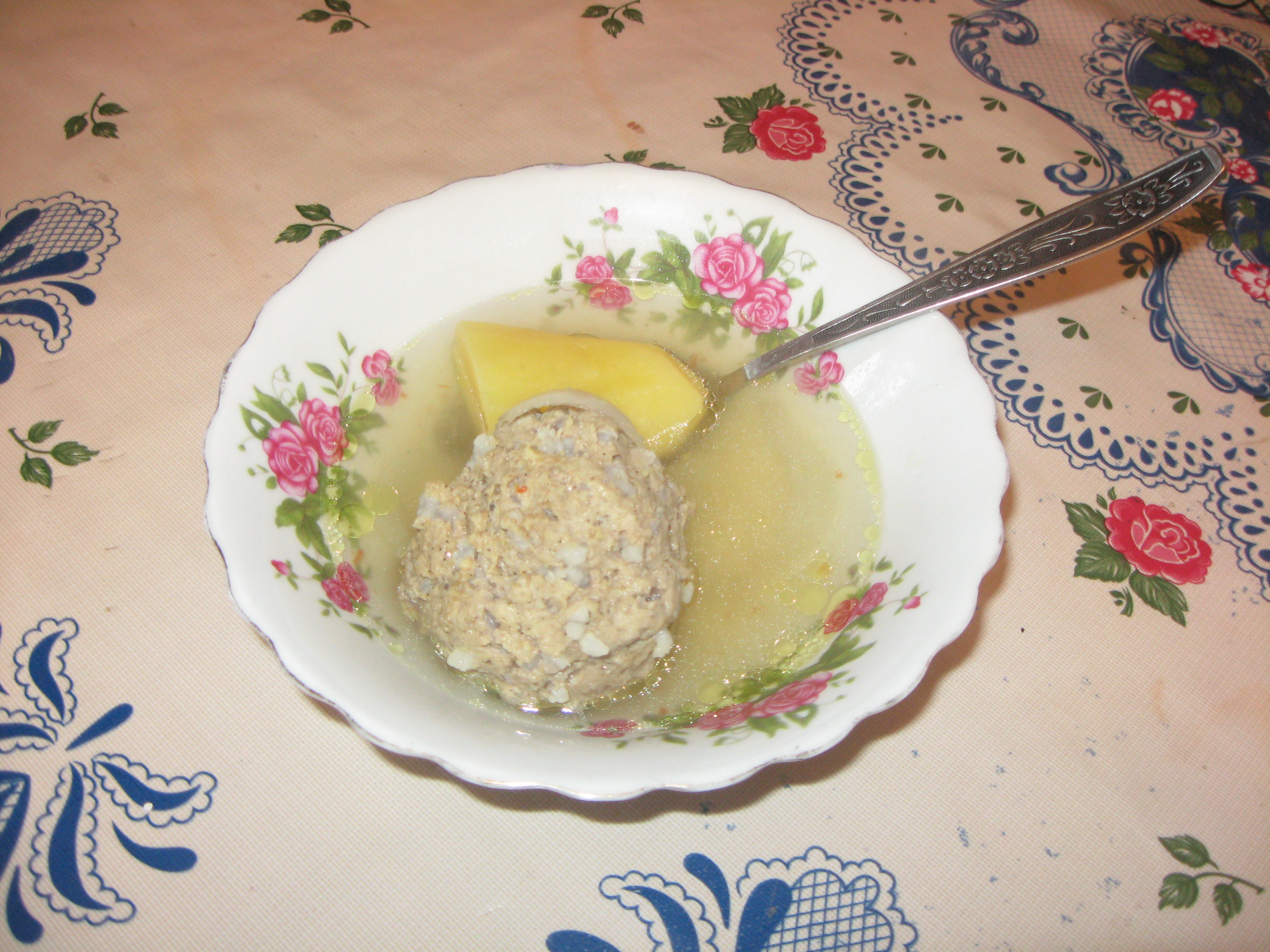

Кюфта-бозбаш (азерб. küftəbozbaş) — азербайджанський гороховий суп з фрикадельками.
Приготування цієї страви характерно для народів, які пережили тюркський вплив. Кюфту подають з різними рослинними соусами, часто в складі м'ясних супів. Іноді всередині кожної фрикадельки (кюфта) міститься шматочок кислого плоду (аличі або сливи).

## Приготування
Спочатку на кістковому бульйоні варять горох.
Потім м'якоть баранини, пропущену з цибулею через м'ясорубку, з'єднують з рисом, сіллю та спеціями. Розділяють кульки, закочуючи в кожен кілька штук сушеної аличі. Потім їх разом з картоплею і дрібно шинкованою цибулею вводять в бульйон. Курдюче сало (дрібно нарізане), сіль, перець і настій шафрану додають за 10-15 хвилин до кінця приготування. Все посипається зеленю і подається до столу.
складові
- баранина
- рис
- сало курдючное
- флича свіжа (або сушена)
- горох
- картопля
- цибуля
- шафран
- перець мелений
- м'ята сушена
- сіль